# 阿默 (南达科他州)
阿默（英語：Armour），是美国南达科他州下属的一座城市。根据2010年美国人口普查，该市有人口692人。论人口在本州排行第90。